# Liga ACB 1999-2000
La Liga ACB 1999-2000 è stata la 44ª edizione del massimo campionato spagnolo di pallacanestro maschile.
Il torneo si compone di diciotto formazioni, che si affrontano in un unico girone all'italiana con partite di andata e ritorno. Le prime otto si qualificano per i play-off per il titolo nazionale, disputati al meglio delle cinque gare con la prima e la terza e la quinta in casa della meglio classificata al termine della stagione regolare. Le ultime due retrocedono in Liga LEB.
Il Real Madrid CF, secondo al termine della stagione regolare, vince il suo dodicesimo titolo nazionale in finale dei play-off sul FC Barcelona, primo dopo le trentaquattro giornate.

## Risultati

### Stagione regolare
|     | Squadra                   | G  | V  | P  | PF    | PS    | Pt. | Qualificazione    |
| --- | ------------------------- | -- | -- | -- | ----- | ----- | --- | ----------------- |
| 1.  | FC Barcelona              | 34 | 26 | 8  | 2.545 | 2.234 | 60  | playoffs          |
| 2.  | Real Madrid Teka          | 34 | 23 | 11 | 2.561 | 2.335 | 57  | playoffs          |
| 3.  | Adecco Estudiantes        | 34 | 23 | 11 | 2.507 | 2.376 | 57  | playoffs          |
| 4.  | Caja San Fernando         | 34 | 22 | 12 | 2.402 | 2.297 | 56  | playoffs          |
| 5.  | TAU Cerámica              | 34 | 21 | 13 | 2.696 | 2.500 | 55  | playoffs          |
| 6.  | Pamesa Valencia           | 34 | 20 | 14 | 2.703 | 2.528 | 54  | playoffs          |
| 7.  | Canarias Telecom          | 34 | 19 | 15 | 2.435 | 2.479 | 53  | playoffs          |
| 8.  | Unicaja Málaga            | 34 | 19 | 15 | 2.412 | 2.370 | 53  | playoffs          |
| 9.  | Cáceres Club Baloncesto   | 34 | 17 | 17 | 2.450 | 2.467 | 51  |                   |
| 10. | Casademont Girona         | 34 | 16 | 18 | 2.523 | 2.473 | 50  |                   |
| 11. | Pinturas Bruguer Badalona | 34 | 16 | 18 | 2.640 | 2.650 | 50  |                   |
| 12. | Fórum Valladolid CB       | 34 | 15 | 19 | 2.342 | 2.444 | 49  |                   |
| 13. | Breogán Universidade      | 34 | 15 | 19 | 2.432 | 2.522 | 49  |                   |
| 14. | Jabones Pardo Fuenlabrada | 34 | 11 | 23 | 2.471 | 2.563 | 45  |                   |
| 15. | Cantabria Lobos           | 34 | 11 | 23 | 2.345 | 2.619 | 45  |                   |
| 16. | Cabitel Gijón Baloncesto  | 34 | 11 | 23 | 2.332 | 2.570 | 45  |                   |
| 17. | TDK Manresa               | 34 | 11 | 23 | 2.336 | 2.487 | 45  | retrocesse in LEB |
| 18. | León Caja España          | 34 | 10 | 24 | 2.296 | 2.514 | 44  | retrocesse in LEB |

## Playoff
|  | Quarti di finale | Quarti di finale | Quarti di finale |             |             | Semifinali  | Semifinali | Semifinali |  |  | Finali | Finali     | Finali |
|  |                  |                  |                  |             |             |             |            |            |  |  |        |            |        |
|  | 1.               | Barcellona       | 3                |             |             |             |            |            |  |  |        |            |        |
|  | 8.               | Málaga           | 2                |             |             |             |            |            |  |  |        |            |        |
|  | 8.               | Málaga           | 2                |             | 1.          | Barcellona  | 3          |            |  |  |        |            |        |
|  |                  |                  |                  |             | 1.          | Barcellona  | 3          |            |  |  |        |            |        |
|  |                  | 5.               | Saski Baskonia   | 1           |             |             |            |            |  |  |        |            |        |
|  | 4.               | 5.               | Saski Baskonia   | 1           | Siviglia    | 1           |            |            |  |  |        |            |        |
|  | 4.               |                  |                  |             | Siviglia    | 1           |            |            |  |  |        |            |        |
|  | 5.               | Saski Baskonia   | 3                |             |             |             |            |            |  |  |        |            |        |
|  |                  |                  |                  |             |             |             |            |            |  |  | 1.     | Barcellona | 2      |
|  |                  |                  | 2.               | Real Madrid | 3           |             |            |            |  |  |        |            |        |
|  | 2.               | Real Madrid      | 3                |             |             |             |            |            |  |  |        |            |        |
|  | 7.               | Gran Canaria     | 0                |             |             |             |            |            |  |  |        |            |        |
|  | 7.               | Gran Canaria     | 0                |             | 2.          | Real Madrid | 3          |            |  |  |        |            |        |
|  |                  |                  |                  |             | 2.          | Real Madrid | 3          |            |  |  |        |            |        |
|  |                  | 3.               | Estudiantes      | 2           |             |             |            |            |  |  |        |            |        |
|  | 3.               | 3.               | Estudiantes      | 2           | Estudiantes | 3           |            |            |  |  |        |            |        |
|  | 3.               |                  |                  |             | Estudiantes | 3           |            |            |  |  |        |            |        |
|  | 6.               | Valencia         | 0                |             |             |             |            |            |  |  |        |            |        |

| Liga ACB 1999-2000     |
| ---------------------- |
| Real Madrid 28º titolo |

## Formazione vincitrice
| N° | Naz.                   | Ruolo | Sportivo            |  | Alt. |  |
| -- | ---------------------- | ----- | ------------------- |  | ---- |  |
| 4  | Spagna (bandiera)      | G     | Alberto Angulo      |  | 196  |  |
| 5  | Belgio (bandiera)      | AC    | Éric Struelens      |  | 208  |  |
| 6  | Jugoslavia (bandiera)  | P     | Aleksandar Đorđević |  | 188  |  |
| 7  | Spagna (bandiera)      | AP    | Lucio Angulo        |  | 198  |  |
| 8  | Spagna (bandiera)      | P     | José Luis Galilea   |  | 187  |  |
| 9  | Spagna (bandiera)      | A     | Roberto Núñez       |  | 194  |  |
| 9  | Spagna (bandiera)      | P     | Victor Ferríz       |  |      |  |
| 11 | Spagna (bandiera)      | AP    | Alberto Herreros    |  | 200  |  |
| 12 | Russia (bandiera)      | C     | Michail Michajlov   |  | 206  |  |
| 12 | Regno Unito (bandiera) | C     | Andrew Betts        |  | 216  |  |
| 13 | Stati Uniti (bandiera) | C     | Brent Scott         |  | 208  |  |
| 14 | Danimarca (bandiera)   | AC    | Mikkel Larsen       |  | 207  |  |
| 15 | Spagna (bandiera)      | AG    | Iker Iturbe         |  | 198  |  |
| 16 | Argentina (bandiera)   | AC    | Ariel Eslava        |  | 204  |  |
| 16 | Spagna (bandiera)      | C     | Darío Quesada       |  | 202  |  |
|    | Italia (bandiera)      | All.  | Sergio Scariolo     |  |      |  |

## Premi e riconoscimenti
- Liga ACB MVP:  Darryl Middleton, Casademont Girona
- Liga ACB MVP finali:  Alberto Angulo, Real Madrid